# Wiseman (Alaska)
Wiseman è un census-designated place (CDP) nella Census Area di Yukon-Koyukuk, in Alaska. Secondo il censimento condotto nel 2000 gli abitanti di Wiseman risultavano essere 21. Wiseman è una piccola comunità nel Brooks Range situata a circa tre chilometri dalla Dalton Highway. Fu fondata intorno al 1919 da minatori provenienti da Slate Creek, l'odierna Coldfoot. Nonostante Wiseman sia poco più di un villaggio composto da poche case, fu meta di numerosi viaggiatori tra i quali ci furono anche personaggi illustri. Tra i viaggiatori più famosi che si fermarono a Wiseman spicca certamente Robert Marshall, il quale ispirato da questo posto desolato pubblicò nel 1930 un libro intitolato Arctic Village. Nonostante Wiseman disti meno di 3 chilometri dalla Dalton Highway, fino al 1990 non esisteva nessuna strada che collegasse Wiseman con la Dalton Highway.